# Khao Phing Kan
Khao Phing Kan (Thai: เขาพิงกัน, wörtlich schiefer Felsen) ist eine Insel in der Bucht von Phang-nga im Süden Thailands. Bekannt geworden ist Khao Phing Kan als „James-Bond-Insel“ und durch die vorgelagerte Felsnadel Khao Ta-Pu.

## Geografie

### Lage
Die Insel liegt im Landkreis (Amphoe) Takua Thung der Provinz Phang-nga. Sie bestand ursprünglich aus einem großen Felsen, der dann in zwei Teile zerborsten ist. Der kleinere Teil ist heruntergerutscht, der größere Teil scheint sich auf die Seite zu lehnen.
Die Insel mit grün bewachsenen, bis zu 300 Meter senkrecht aufsteigenden, von Höhlen und Grotten durchlöcherten Felsen gehört zum Nationalpark Ao Phang-nga (Thai: อุทยานแห่งชาติอ่าวพังงา). Die Insel wie auch die restliche Phang-nga-Bucht mit ihren bizarren Kalksteinfelsen und smaragdgrüner See ist durch Wind, Wetter, Meeresströmungen und Erdverschiebungen der letzten 100 Millionen Jahre geformt worden.
Entstanden sind die eindrucksvollen Verwitterungsformen durch intensive Karstprozesse in tropischen Breiten.

### Klima
Im Gebiet der Bucht von Phang-nga herrscht ein tropisches Meeresklima, das durch häufige Regenfälle aber stabile Temperaturen zwischen 23 und 32 °C gekennzeichnet ist. Nach den zwischen 1961 und 1990 erhobenen Daten gibt es durchschnittlich 189 Regentage im Jahr mit 3560 Millimeter Niederschlag. Die durchschnittliche relative Luftfeuchtigkeit beträgt 83 %.

## Besonderes
Der Insel vorgelagert ist Khao Ta-Pu (Thai: เขาตะปู - wörtl. Nagelfelsen, auch Ko Ta-Pu, เกาะตะปู - Nagel-Insel), eine Felsnadel, die als „James-Bond-Felsen“ weltberühmt geworden ist. 1974 landete Roger Moore als Geheimagent ihrer Majestät im Film Der Mann mit dem goldenen Colt vor der beeindruckenden Kulisse der Insel.